# 305/17
L'Obice da 305/17 fu la più potente artiglieria in servizio nel Regio Esercito italiano durante la prima guerra mondiale.

## Storia

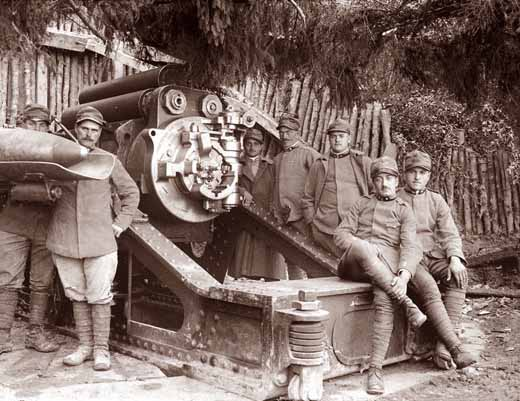
Particolare dell'affusto "Garrone", con i martinetti per le rotelle e la cucchiaia di caricamento con il proietto.

Nel 1908 l'artiglieria da costa italiana, viste le non pienamente soddisfacenti prestazioni del suo obice Ansaldo da 280 mm venute alla luce durante la guerra russo-giapponese, si rivolse alle ditte Armstrong, Krupp, Schneider, Saint Chamond e Vickers-Terni per dei progetti preliminari per un obice da 305 mm. La commissione dell'Ispettorato Generale d'Artiglieria, tra i vari progetti, scelse quello della Armstrong-Pozzuoli, richiedendo varie modifiche al munizionamento, alla scudatura ed al sistema di caricamento. L'arma entrò in servizio nell'artiglieria costiera nel 1914 come Obice da 305/17 su installazione costiera, equipaggiando con 12 pezzi la piazza di La Spezia, con 4 la piazza di La Maddalena e con 4 quella di Messina. Con lo scoppio della Grande Guerra, nacque l'esigenza di rinforzare il parco dei pezzi d'assedio e quindi furono valutati vari progetti per un affusto mobile per il 380 mm. Su progetto del generale Garrone, da un primo Obice da 305/17 G. Mod. 1915, vennero prodotti i due modelli a traino meccanico Obice da 305/17 G. Mod. 1916 e Obice da 305/17 G. Mod. 1917 (la "G." sta appunto per Garrone). Installando la bocca da fuoco del Mod. 1916 sull'affusto standardizzato progettato da De Stefano, venne realizzato l'Obice da 305/17 D.S.
Nell'ottobre 1917 erano disponibili 38 pezzi nelle tre versioni. Dopo la perdita di 9 cannoni in seguito alla battaglia di Caporetto, ne vennero prodotti altri 18 tra il 1º luglio 1918 ed il 30 giugno 1919, raggiungendo così il totale di 44 bocche da fuoco, di cui 8 in riserva. Nel 1937, durante la guerra civile spagnola, 5 pezzi furono ceduti ai franchisti.  Nel 1939, risultavano in servizio nell'artiglieria d'armata 10 complessi Mod. 16 e 17 Mod. 17; allo scoppio delle ostilità armavano la 540ª batteria del 22º Raggruppamento artiglieria della Guardia alla Frontiera (G.a.F.), una batteria del XXIX ed una del XXXI Gruppo del 24º Reggimento artiglieria G.a.F. ed il 4º Raggruppamento Artiglieria d'Armata dell'esercito; questi pezzi furono impiegati nella campagna di Francia ed a difesa di Napoli e delle coste della Sicilia. Ulteriori 16 affusti su installazione costiera scudata erano in dotazione a 4 batterie costiere della Regia Marina presidiate da personale della MILMART. Alcune bocche da fuoco rimasero in servizio nel dopoguerra con il neonato Esercito Italiano, per essere definitivamente radiate nel 1959.

## Tecnica

### Obice da 305/17 G. Mod. 1917
- granata a bocchino posteriore (b.p.) da 305/17 pesante: di acciaio, peso 442 kg, carica di tritolo;
- granata a b.p. da 305/17 leggera lunga: di acciaio, peso 350 kg, carica di tritolo;
- granata a b.p. da 305/17 leggera corta: di acciaio, peso 348 kg, carica di tritolo;
- granata da 305/17: di acciaio, peso 348 kg, carica di tritolo;
- granata monobloc da 305/17: di acciaio, peso 295 kg, carica di Nougat;
- granata di ghisa acciaiosa da 305/17: di ghisa acciaiosa, peso 328,5 kg, carica di Nougat;
- granata inglese da 305/17 corta: di acciaio, peso 341 kg, carica miscela acido picrico-tritolo (MAT) o miscela binitrofenolo-tritolo (MBT);
- granata inglese da 305/17 lunga: di acciaio, peso 340,5 kg, carica di liddite;

La canna, in acciaio, è composta da un'anima a 60 righe sinistrorse a passo costante e cerchiatura a manicotti ed a nastro; è lunga 5,881 m  e pesa 12790 kg con l'otturatore. Quest'ultimo è a vite con manovra continua. La canna è inserita nella culla a manicotto che ospita superiormente i due cilindri del freno di sparo idraulico e quello del recuperatore idropneumatico. La culla è incavalcata su un affusto a cassa, con altezza al ginocchiello di 1,43 m e settore di elevazione da +20° a +65°, poggiante e ruotante a 360° su una piattaforma metallica. Il brandeggio avviene abbassando tramite martinetti le rotelle ai quattro angoli dell'affusto e ruotando manualmente l'affusto, aiutandosi con una fune legata presso la volata della canna. Sul lato sinistro dell'affusto, è posizionata la cucchiaia di caricamento, su un sostegno a candeliere. La piattaforma a sua volta poggia su un cassone-vomero affondato nel terreno. Il peso in batteria raggiunge i 33770 kg; la gittata massima è invece di 17600 m, con velocità iniziale del proietto di 545 m/s.
Per il traino l'arma viene scomposta in bocca da fuoco, affusto, piattaforma e cassone-vomero. Queste vengono caricati su altrettanti appositi carri e trainati da trattori Pavesi-Tolotti ed, in seguito, da Breda TP32:
- carro porta obice pesante 17510 kg; la carreggiata con i cingoli installati è di 1500 mm;
- carro affusto pesante 14490 kg;
- carro piattaforma pesante 7870 kg;
- carro gru per la messa in batteria del pezzo, trasportante anche il cassone-vomero e le travi, pesante 7840 kg.

La batteria si compone di due obici con relative 8 vetture, 2 mitragliatrici per la difesa ravvicinata, un carro polvere e 5 autocarri; la colonna è profonda 600 metri e si muove a 6-8 km/h. La messa in batteria richiede una intera giornata, soprattutto a causa del profondo scavo per l'affondamento del cassone-vomero piramidale.

### Obice da 305/17 G. Mod. 1916
L'obice Mod. 1916 è molto simile al Mod. 1917; ne differisce essenzialmente per l'otturatore, simile a quello del 305/10, e per piccole differenze di peso dei traini.

### Obice da 305/17 D.S.

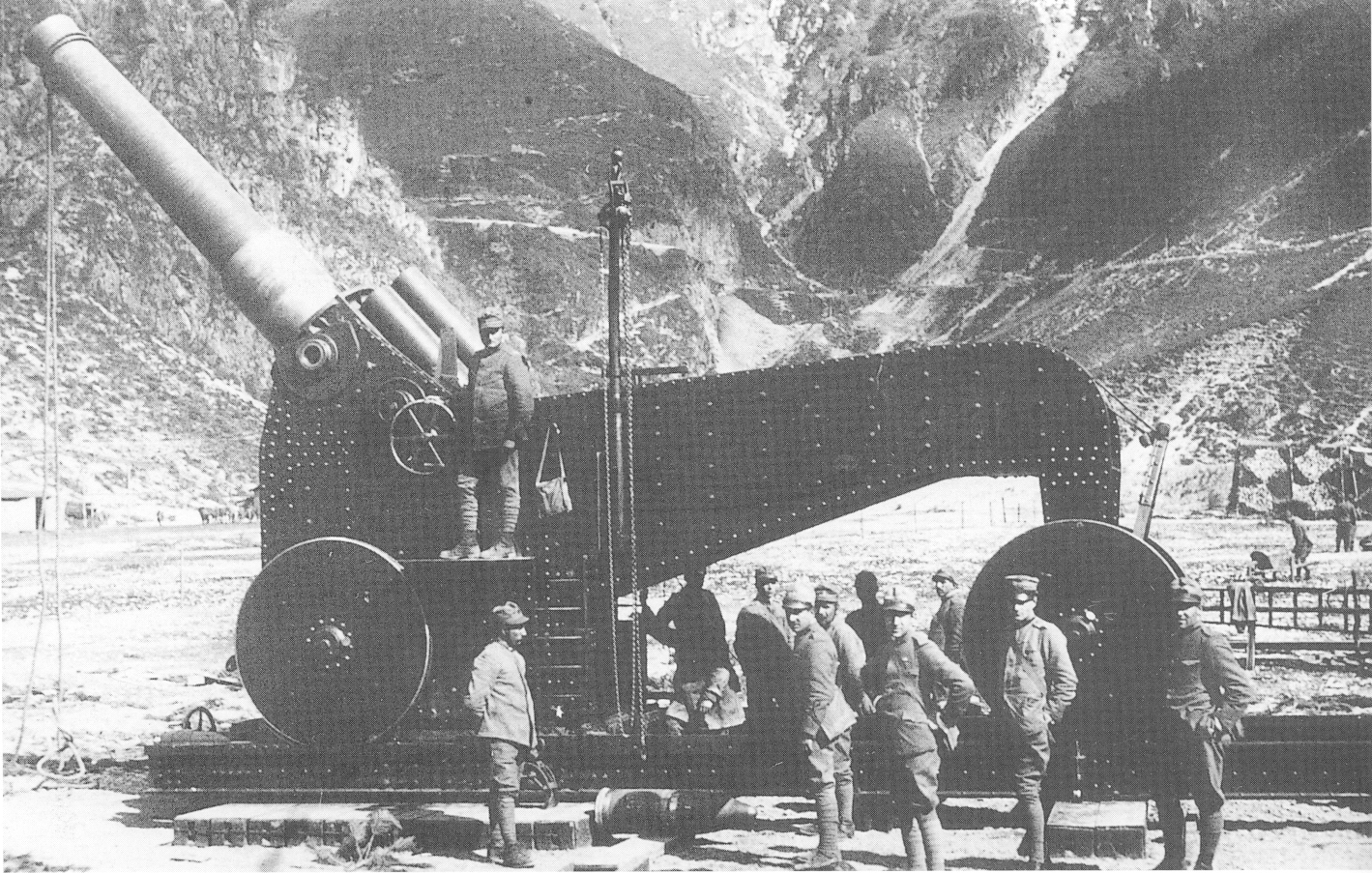
Obice 305/17 D.S. in batteria - Storo TN.

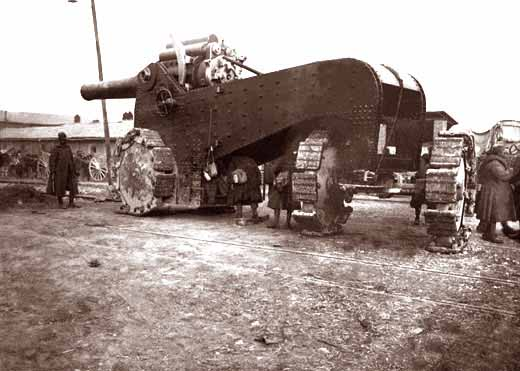
Obice su affusto "De Stefano" in configurazione di traino, con i cingoli installati.

Questa versione era costituita dalla bocca da fuoco, la culla e gli organi elastici del Mod. 1916 installati su un affusto "De Stefano"; questo affusto a cassa con sottoaffusto a lisce era su quattro ruote, con avantreno, e scorreva su due lisce (rotaie) inclinate posteriormente verso l'alto, unite tra loro e fissate anteriormente ad una piattaforma di travi tramite un supporto girevole; ruotando le lisce su questo supporto, si brandeggiava il pezzo su 360°. L'energia del rinculo non assorbita dal freno di sparo veniva dissipata dal movimento retrogrado dell'affusto sulle lisce; essendo queste inclinate, il pezzo tornava poi in batteria per gravità.
Il caricamento avveniva tramite una benna con paranco, mentre il calcamento di proietto e cariche di lancio era manuale.
Il traino si eseguiva su una sola vettura; l'assale dell'avantreno infatti era munito di ralla e, installati le rotaie a cingolo (ideate dal maggiore Crispino Bonagente sulle 4 ruote, si eseguiva direttamente il traino con il trattore d'artiglieria Pavesi-Tolotti.